# NGC 5096
NGC 5096 (другие обозначения — MCG 6-29-76, ZWG 189.51, VV 633, PGC 46506) — галактика в созвездии Гончие Псы.
Триплет входит в группу NGC 5098. На момент открытия структура объекта была неразличима.
Этот объект входит в число перечисленных в оригинальной редакции «Нового общего каталога».